# Micros Systems
MICROS Systems, Inc. ist ein amerikanischer Software-Hersteller, der auf Komplettlösungen für Abrechnung und Verwaltung in Unternehmen des Hotel- und Gaststättengewerbes, von Reiseveranstaltern und Veranstaltern von Kreuzfahrten sowie in Unternehmen der Freizeit- und Unterhaltungsbranche spezialisiert ist. Das Unternehmen ist Weltmarktführer im Bereich der Point-of-Sale-Lösungen für Hotels und Restaurants und hat dadurch einen faktischen Standard für Unternehmen und Mitarbeiter dieser Branche geschaffen. Zusätzlich wird die erforderliche Hardware angeboten. Die Systeme sind als Einzelplatz, Netzwerklösung oder als Software as a Service ausgestaltet. Das Unternehmen gehört seit 2014 zum Oracle-Konzern.

## Geschichte
Der Kassensystem-Hersteller Micros Systems wurde 1977 unter dem Namen Picos Manufacturing, Inc. gegründet und änderte 1978 seinen Namen in Micros Systems, Inc.
Die Hotelsoftware Micros Fidelio wurde 1988 von Dietmar Müller-Elmaus Unternehmen Fidelio entwickelt. Nachdem die amerikanische Marriott-Gruppe Interesse an der Hotelsoftware zeigte und Müller-Elmau in den USA Fuß fasste, befürchtete Micros, dass Müller-Elmau auch im Bereich Kassensysteme aktiv werden könnte. 1993 kaufte sich Micros daher mit zehn Prozent bei Fidelio ein mit der Option auf die Übernahme aller Unternehmensanteile. Fünf Jahre später übte Micros die Option aus, und Müller-Elmau war nicht gewillt, ohne völlige Entscheidungsfreiheit weiterzumachen. Von den insgesamt 55 Millionen D-Mark Kaufpreis erhielt Müller-Elmau den größten Anteil. Am Unternehmenssitz in Columbia, Maryland, beschäftigt das Unternehmen rund 700 Mitarbeiter. Micros Systems vertreibt seine Produkte mit Hilfe eines Netzwerkes von 45 Tochterunternehmen sowie 90 Vertriebspartnern in 50 Ländern und erzielte im zum 30. Juni 2013 endenden Geschäftsjahr einen Gesamtumsatz von rund 1,2 Milliarden US-Dollar.
Mitte 2014 übernahm Oracle Micros Systems für 5,3 Milliarden US-Dollar.